# City Airways

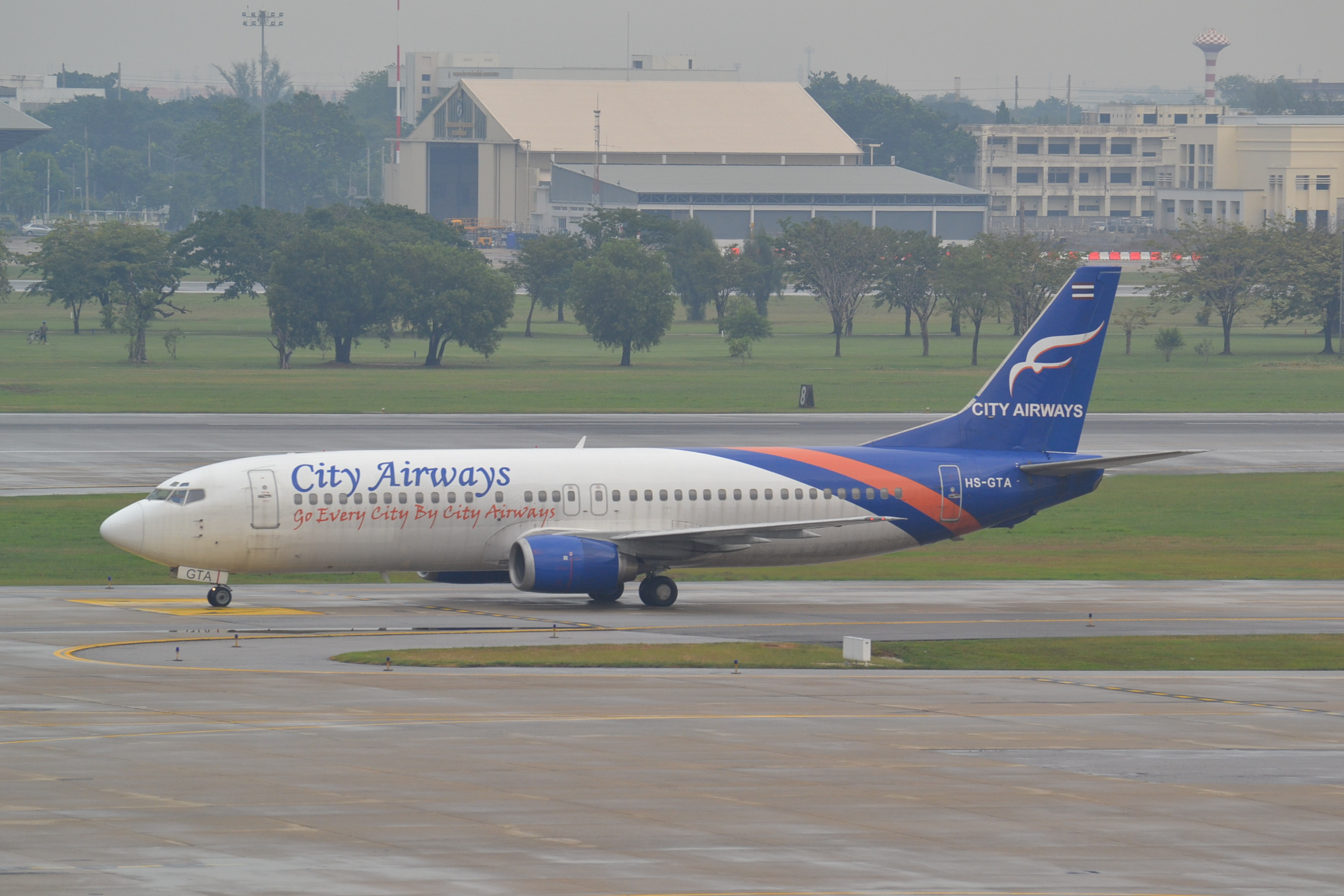
Самолет Boeing 737-400 авиакомпании City Airways в международном аэропорту Донмыанг (13 ноября 2013 года)

City Airways (тайск. ซิตี้แอร์เวย์, полное наименование — City Airways Company, Ltd.) — бывшая тайская пассажирская авиакомпания. Была основана в 2011 году, начала свою деятельность в сентябре 2012 года. 13 февраля 2016 года прекратила свою деятельность.

## История
City Airways была основана в 2011 году и начала свою деятельность в сентябре 2012 года. Её базовым аэропортом стал международный аэропорт Донмыанг в Бангкоке (Таиланд). Выполняла регулярные и чартерные рейсы между Бангкоком, Гонконгом и Пхукетом.
В 2015 году председатель City Airways договор с Промышленным и коммерческим банком Китая о лизинге десяти самолётов Comac C919 и ещё десяти самолётов Comac C909.
В феврале 2016 года авиакомпания прекратила свою деятельность после того, как Управление гражданской авиации Таиланда приостановило действие её сертификата эксплуатанта из-за опасений по поводу безопасности и финансового состояния. К середине марта 2016 года все её самолёты были возвращены арендодателям или проданы. Заказ на самолёты Comac был отменён.

## Флот
Флот авиакомпании City Airways состоял из следующих самолётов:
| Тип            | Кол-во | Примечания |
| -------------- | ------ | ---------- |
| Boeing 737-400 | 6      |            |
| Boeing 737-800 | 1      |            |
| Всего          | 7      |            |